# Kylänholma
Kylänholma är en ö i Finland. Den ligger i sjön Määrjärvi och i kommunen Salo i den ekonomiska regionen  Salo och landskapet Egentliga Finland, i den södra delen av landet, 80 km väster om huvudstaden Helsingfors. Öns area är 2,5 hektar och dess största längd är 210 meter i nord-sydlig riktning.